# Municipio de Taylor (condado de Fulton)
El municipio de Taylor (en inglés: Taylor Township) es un municipio ubicado en el condado de Fulton en el estado estadounidense de Pensilvania. En el año 2000 tenía una población de 1.237 habitantes y una densidad poblacional de 15 personas por km².

## Geografía
El municipio de Taylor se encuentra ubicado en las coordenadas 40°05′N 78°02′O / 40.09, -78.03.

## Demografía
Según la Oficina del Censo en 2000 los ingresos medios por hogar en la localidad eran de $34,013 y los ingresos medios por familia eran de $39,792. Los hombres tenían unos ingresos medios de $30,556 frente a los $17,250 para las mujeres. La renta per cápita de la localidad era de $15,461. Alrededor del 7,6% de la población estaba por debajo del umbral de pobreza.